# Cesare Geronzi
Cesare Geronzi (Marino, 15 febbraio 1935) è un banchiere e dirigente d'azienda italiano.

## Biografia
Conseguito il diploma di ragioneria, Geronzi inizia la sua carriera professionale, muovendo i primi passi come commercialista. 

### Banca d'Italia
Nel 1960 Cesare Geronzi vince il concorso in Banca d'Italia, entrando a lavorare nel 1961 nel settore cambi e collaborando con il governatore Guido Carli per 15 anni.
Da dirigente del Centro operativo cambi in Banca d'Italia, Geronzi aveva il compito di gestire le operazioni sulle riserve per arrivare al fixing quotidiano lira-dollaro delle 13.15. Geronzi è ricordato come «abilissimo» in tale ruolo da Carlo Azeglio Ciampi.

### Banco di Napoli
Nel 1980 diventa vicedirettore generale del Banco di Napoli, seguendo l'allora direttore generale Rinaldo Ossola, già commissario del Banco. L'esperienza di Napoli non è felice: nel 1982 sia lui sia Ossola sono licenziati dal Banco di Napoli.

### Dalla Cassa di risparmio di Roma a Capitalia
Geronzi passa nel 1982 alla Cassa di Risparmio di Roma come direttore generale. Sotto la sua guida l'istituto di credito inizia a penetrare al di fuori della capitale. Alla fine degli anni ottanta il Banco di Santo Spirito, storica banca romana controllata dall'IRI presieduto da Romano Prodi, si trova in difficoltà economiche. Geronzi vorrebbe acquistare il Banco, ma Cariroma non dispone degli 800 miliardi di lire necessari per farlo. Per ottenere il capitale necessario, Cariroma vende al Banco di Santo Spirito i propri sportelli, diventando una holding, e con il denaro ottenuto rileva il capitale azionario. 
Nel 1992 viene aggiunto al gruppo anche il Banco di Roma. 
Successivamente la Banca di Roma acquisisce numerose società: compra la Banca Mediterranea, finanzia l'alta velocità delle Ferrovie dello Stato, fonda la holding turistica Ecp. Nel 1995 acquisisce la Banca Nazionale dell'Agricoltura (venduta cinque anni dopo all'Antonveneta a 1,5 volte il prezzo pagato) e il suo gruppo supera un giro d'affari di 10.000 miliardi di lire.
A fine anni '90 il gruppo Banca di Roma si allarga al sud, con l'acquisizione di Mediocredito Centrale e del Banco di Sicilia; in cambio la Regione Siciliana e la Fondazione Banco di Sicilia ne divengono due soci importanti. Nel 2002 è assorbita la Bipop Carire. È questo il percorso che, attraverso l'unione di banche in crisi o pre-crisi, conduce Geronzi alla creazione nel luglio 2002 di un'unica unità bancaria, Capitalia.

### Vicende giudiziarie: crac Parmalat, Cirio e Italcase
Nel 2004 Cesare Geronzi e Capitalia vengono coinvolti nella crisi del sistema finanziario, generata dalla crisi economica argentina e dai crac Parmalat e Cirio. Capitalia però non aveva emesso alcun bond della Parmalat mentre ne emise solo due su 1.100 della Cirio, insieme a Unicredito e JPMorgan. Dopo due anni, il 7 dicembre 2006, il tribunale di Brescia ha condannato in primo grado Geronzi per la vicenda del crac Italcase. Questa accusa è stata poi ribaltata nella sentenza d'appello e, l'11 maggio 2009, Cesare Geronzi è stato assolto con formula piena "per non aver commesso il fatto". Il 4 luglio 2011 è stato condannato in primo grado dal Tribunale di Roma a 4 anni di reclusione per concorso in bancarotta per la vicenda Cirio. La sentenza è stata confermata in via definitiva dalla Corte di Cassazione il 6 ottobre 2017.

### Mediobanca
Il 20 maggio 2007, viene deliberata l'approvazione finale della fusione per incorporazione di Capitalia SpA in Unicredit SpA, un'operazione in cui Capitalia viene valutata 22 miliardi di euro. Dopo circa un mese avviene la fusione di Capitalia con UniCredit, e Geronzi viene nominato all'unanimità presidente del consiglio di sorveglianza di Mediobanca, di cui era già vice presidente. L'assemblea del patto di sindacato di Mediobanca S.p.A. lo nomina presidente. Alla fine del 2008 Cesare Geronzi viene riconfermato nella carica di presidente, dopo che il 28 ottobre 2008 l'Assemblea degli Azionisti di Mediobanca approva l'abbandono del sistema di governance “duale” e il ripristino del “tradizionale”.

### Assicurazioni Generali
Nel marzo 2010 viene designato da Mediobanca quale presidente delle Assicurazioni Generali, nomina concretizzata il 24 aprile 2010. Il compenso di Geronzi, rivelato a seguito delle sue dimissioni, è stato di 3,3 milioni di euro all'anno, contro una media di 600.000 euro per un incarico analogo. Come presidente senza deleghe, Geronzi aveva la responsabilità solo della comunicazione e della gestione del consiglio di amministrazione. La sua presidenza di Generali è stata contestata da più parti:
- circa la comunicazione, in una intervista al Financial Times Geronzi ha prospettato investimenti opposti a quelli annunciati dal management durante l'investor day, confondendo il mercato; inoltre, in un solo anno Generali ha ricevuto due rilievi dall'ISVAP.[9]
- circa la gestione del consiglio, è stato rimproverata a Geronzi la mancanza di reazione alle discussioni in pubblico tra consiglieri, così come alle dimissioni di Leonardo Del Vecchio.[9]

Secondo Luigi Zingales, "nei suoi undici mesi al comando Geronzi aveva fatto molto male, trasformando una delle più illustri imprese italiane in un caos."
Cesare Geronzi mantiene la carica di Presidente della Fondazione Assicurazioni Generali.
Secondo un report di Kepler Capital Markets, «il prezzo delle azioni Generali non dipende dalla qualità delle operazioni o dalla crescita della società (che rimane forte), ma piuttosto dall'imbarazzante corporate governance. La soap opera può essere sintetizzata come segue: il presidente Cesare Geronzi (un manager con esperienza nel settore bancario, ma non in quello delle assicurazioni) continua a disturbare il lavoro di un top management molto capace».
Il 6 aprile 2011, durante la riunione di un consiglio di amministrazione straordinario della compagnia assicurativa, Geronzi si dimette dopo che 10 consiglieri su 17 hanno manifestato l'intenzione di presentare una mozione di sfiducia nei suoi confronti. Già da tempo, peraltro, uno dei consiglieri, Diego Della Valle, lo aveva fatto oggetto di critiche, esortandolo alle dimissioni.

### Editoria e politica
La sua carriera professionale è stata sorretta storicamente da amicizie politiche importanti, partendo da quella con Giulio Andreotti nei primi anni ottanta fino al sostegno ricevuto da una parte dei vertici di Bankitalia alla fine degli anni novanta. È stato definito "l’unico banchiere non di sinistra d'Italia".
Attraverso la sua attività di importante ed affermato banchiere, Geronzi possiede anche numerose partecipazioni in molti gruppi editoriali, che fanno o hanno fatto capo a diverse testate giornalistiche: Risparmio Oggi (diretto da Bruno Vespa), Il Messaggero di Francesco Gaetano Caltagirone, Class di Paolo Panerai, l'Unità, il manifesto per finire alla tv Telemontecarlo di Vittorio Cecchi Gori.
In seguito è fra i primi finanziatori della Omnitel e fonda la Mmp, una concessionaria di pubblicità, che si occupa di gran parte della carta stampata, pur essendo perennemente in perdita: Topolino, Secolo d'Italia, L'Unione Sarda, Qui Touring, Famiglia Cristiana, L'Osservatore Romano. La Mmp chiuderà nel 1997 con 450 miliardi di perdite, il 70 per cento delle quali sono a carico del partner pubblico. Sono notevoli anche i finanziamenti ai partiti: nel 1996 i Democratici di Sinistra ricevono da Banca di Roma 502 miliardi, secondo quanto riportato dalla Centrale Rischi Interbancaria della Banca d'Italia.

### Calcio
Dagli anni novanta è aumentato notevolmente il suo impegno nel settore calcistico, ed è nota in particolare l'influenza economica che ha ed ha avuto dentro alcune società calcistiche con problemi finanziari. Luciano Gaucci lo ritenne responsabile del fallimento del Perugia e gli lanciò numerose accuse da Santo Domingo, dov'era all'epoca latitante; sull'argomento Geronzi è stato sentito dalla magistratura come persona informata sui fatti.
Nel 2004 ha acquisito tramite Capitalia il 49% di Italpetroli, la società che controlla l'AS Roma con una quota del 67%, sfruttando la conversione in azioni di crediti per 35 milioni di euro. La banca deteneva inoltre un'opzione a salire al 51% nel caso il piano di risanamento della squadra non avesse avuto successo ma, nel 2008, tale opzione è stata cancellata.
Inoltre Capitalia è uno dei creditori della Lazio, dopo esserne stata anche azionista e averla salvata con un aumento di capitale.

## Casi giudiziari
- Federconsorzi: assoluzione.
- Parmalat - Eurolat: Nell'ambito del processo per il crac Parmalat è indagato per usura aggravata e concorso in bancarotta fraudolenta. Per l'accusa Geronzi avrebbe costretto Tanzi ad accollarsi la società Ciappazzi, appartenenti al gruppo Ciarrapico. L'investimento sarebbe stato finanziato da Capitalia con tassi da usura.[16] Per il filone Eurolat, Geronzi è stato rinviato a giudizio per estorsione e bancarotta societaria il 5 aprile 2008.[17][18] Secondo l'accusa, Geronzi avrebbe imposto a Tanzi l'acquisto di Eurolat, società del Gruppo Cirio di Sergio Cragnotti ad un prezzo gonfiato, minacciando di chiudere gli affidamenti bancari. Gli atti del processo sono stati trasferiti da Parma a Roma il 20 giugno perché il reato contestato (estorsione in relazione alla vendita di Eurolat dalla Cirio alla Parmalat) sarebbe stato compiuto a Roma.[19][20] Il 23 marzo 2010, il gup di Roma, Tommaso Picazio, lo proscioglie dall'accusa di estorsione, mentre decide di affidare alla Cassazione la sentenza riguardante la competenza a svolgere il processo per bancarotta.[18][21][22]
- Crac Cirio: il banchiere è stato condannato per l'emissione e collocamento dei 'bond' Cirio tramite Capitalia.[23] Il 2 marzo 2011 la Procura della Repubblica di Roma ha richiesto per lui 8 anni di reclusione.[24] Il 4 luglio 2011 è stato condannato in primo grado dal Tribunale di Roma a 4 anni di reclusione per concorso in bancarotta. La Corte di Cassazione ha confermato in via definitiva la sentenza il 6 ottobre 2017.
- Crac Italcase: assoluzione in appello con formula piena "per non aver commesso il fatto"[6][25]
- Caso Telecom: frode fiscale operata dalla lussemburghese Bell (controllata da Hopa, la merchant bank di Emilio Gnutti partecipata anche da Geronzi).[26]
- Parmalat-Ciappazzi: l'ex presidente di Banca di Roma e Mediobanca, che doveva rispondere di bancarotta fraudolenta e usura aggravata, è stato condannato in primo grado a 5 anni di carcere,[27] condanna confermata dai giudici della Corte d'appello di Bologna.[28]

## Altre cariche ricoperte
- Vice Presidente del Consiglio di Amministrazione dell'Istituto della Enciclopedia Italiana fondata da Giovanni Treccani S.p.A.;
- Consigliere di Amministrazione di RCS Quotidiani
- Consigliere di Amministrazione della CASPIE (Cassa Autonoma di Assistenza Sanitaria tra il personale dell'Istituto di emissione);
- Membro della Giunta di ASSONIME;
- Membro del Consiglio Direttivo dell'Associazione “Guido Carli”;
- Membro del Comitato Esecutivo di Aspen Institute Italia;
- Consigliere di Amministrazione della Fondazione Amintore Fanfani;
- Consigliere di Amministrazione della Fondazione per l'Istituto Italiano di Scienze Umane;
- Membro del Consiglio Direttivo della Fondazione di Diritto Vaticano dell'Ospedale Bambino Gesù;
- Consigliere di Amministrazione della Fondazione Cerba.
- Presidente del comitato d'onore del Coro Polifonico Romano dell'Orario del Gonfalone.

## Riconoscimenti
- Laurea “honoris causa” in economia e commercio conferita dall'Università degli Studi di Bari;
- Grande Ufficiale Ordine al merito della Repubblica Italiana;
- Commendatore Sacro Ordine di San Gregorio Magno;
- Croce di Commendatore dell'Ordine al Merito Melitense del Sovrano Militare Ordine Ospedaliero di San Giovanni di Gerusalemme, di Rodi e di Malta;
- Honorary Fellow del Tel Aviv Museum of Art.